# Sant Iscle de Vallalta
Sant Iscle de Vallalta ist eine katalanische Gemeinde in der Provinz Barcelona im Nordosten Spaniens. Sie liegt in der Comarca Maresme.